# 아리애나 리처즈
아리애나 리처즈(영어: Ariana Richards, 1979년 9월 11일 ~ )는 미국의 배우 및 화가이다.

## 출연 작품
- 쥬라기 공원
- 쥬라기 공원2
- 베틀도그 (battledogs)